# Tellis Frank
Tellis Joseph Frank Jr. (Gary, Indiana; 26 de abril de 1965) es un exjugador de baloncesto estadounidense que disputó 5 temporadas en la NBA, además de jugar en la Liga Italiana, la Liga ACB y en la Liga Francesa. Con 2,08 metros de estatura, jugaba en la posición de ala-pívot.

## Trayectoria deportiva

### Universidad
Jugó durante cuatro temporadas con los Hilltoppers de la Universidad de Western Kentucky, en las que promedió 18,0 puntos y 7,4 rebotes por partido.

### Profesional
Fue elegido en la decimocuarta posición del Draft de la NBA de 1987 por Golden State Warriors, donde tuvo una buena actuación en su temporada de novato, llegando a ser titular en 29 partidos. Ese año promedió 8,1 puntos y 4,2 rebotes por partido. Al año siguiente sus minutos de juego se vieron reducidos a menos de la mitad, siendo traspasado al finalizar el mismo a Miami Heat a cambio de una futura segunda ronda del draft.
Con los Heat jugó su mejor temporada en la NBA, acabando el año con unos promedios de 9,5 puntos y 5,0 rebotes por partido, números que sin embargo no le sirvieron para renovar su contrato, aceptando entonces la oferta del Phonola Caserta de la Liga Italiana, donde estuvo dos temporadas, ganando el Scudetto en la primera de ellas. Regresó a la NBA con un contrato de Minnesota Timberwolves, pero únicamente disputó 10 partidos antes de reincorporarse de nuevo al equipo de Caserta. Regresa de nuevo a los Wolves en la temporada 1993-94, esta vez para jugarla al completo, promediando 2,8 puntos y 3,3 rebotes por encuentro, en la que sería su última temporada en la NBA.
En 1995 ficha por el Cholet Basket de la Liga Francesa, para jugar posteriormente los tres últimos años de su carrera en la Liga ACB, en el TDK Manresa, el Caja San Fernando Sevilla y el León Caja España, ganando con el TDK la Copa del Rey de 1996.

## Estadísticas de su carrera en la NBA

### Temporada regular
| Temp.   | Edad | Equipo       | Liga | P   | TIT | MIN  | TC  | TCA  | %TC  | 3P | 3PA | %3P  | TL  | TLA | %TL  | R.OF. | R.DEF. | REB  | ASIS | ROB | TAP | PER | FP  | PTS  |
| 1987-88 | 22   | Golden State | NBA  | 78  | 29  | 1597 | 242 | 565  | .428 | 0  | 1   | .000 | 150 | 207 | .725 | 95    | 235    | 330  | 111  | 53  | 23  | 109 | 267 | 634  |
| 1988-89 | 23   | Golden State | NBA  | 32  | 2   | 245  | 34  | 91   | .374 | 0  | 1   | .000 | 39  | 51  | .765 | 26    | 35     | 61   | 15   | 14  | 6   | 29  | 59  | 107  |
| 1989-90 | 24   | Miami        | NBA  | 77  | 39  | 1762 | 278 | 607  | .458 | 0  | 0   |      | 179 | 234 | .765 | 151   | 234    | 385  | 85   | 51  | 27  | 134 | 282 | 735  |
| 1991-92 | 26   | Minnesota    | NBA  | 10  | 0   | 140  | 18  | 33   | .545 | 0  | 0   |      | 10  | 15  | .667 | 8     | 18     | 26   | 8    | 5   | 4   | 5   | 24  | 46   |
| 1993-94 | 28   | Minnesota    | NBA  | 67  | 11  | 959  | 67  | 160  | .419 | 0  | 2   | .000 | 54  | 76  | .711 | 83    | 137    | 220  | 57   | 35  | 35  | 49  | 163 | 188  |
| Total   |      |              | NBA  | 264 | 81  | 4703 | 639 | 1456 | .439 | 0  | 4   | .000 | 432 | 583 | .741 | 363   | 659    | 1022 | 276  | 158 | 95  | 326 | 795 | 1710 |